# Лісові пожежі в Чилі (2023)

Супутникові знімки NASA з 1 по 5 лютого

Лісові пожежі в Чилі 2023 року — серія лісових пожеж, що виникли з кількох джерел займання в лісових місцевостях у центральних і південних регіонах Чилі, між регіонами Мауле та Арауканія, на початку лютого 2023 року.
У новітній історії це найбільш руйнівні лісові пожежі в Чилі після пожеж 2017 року.

## Передумови
30 січня 2023 року в регіоні Ньюбле оголошено превентивне попередження через загрозу лісових пожеж, спричинених високими температурами. Пожежі збігаються з мегапосухою, яка триває понад 13 років, і безпрецедентною спекою на півдні країни з температурою, яка може сягати 40 градусів за шкалою Цельсія у південних районах.
Професор Чилійського університету Рене Гарро зазначає, що надзвичайно високі температури викликані постійними «вітрами Пуельче», які дмуть зі сходу та накладаються на теплий чилійський клімат.

## Пожежі

Супутникові знімки 3 лютого, зроблені супутником GOES-16

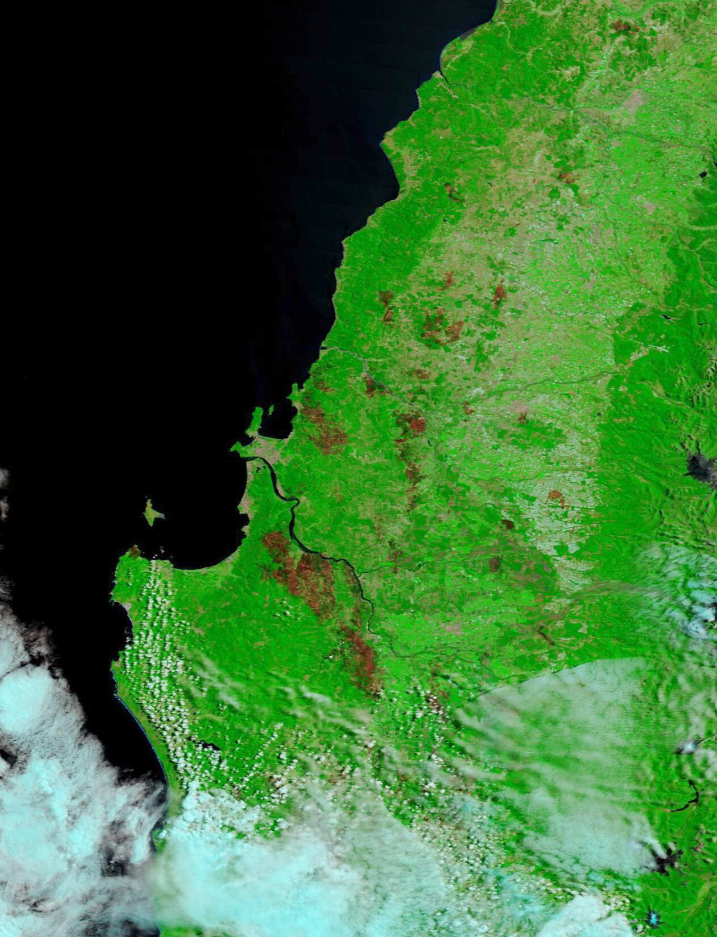
Супутниковий знімок 14 лютого 2023 року

Масштабні лісові займання почалися 31 січня. Було виявлено понад 230 займань.
Уряд Чилі станом на 6 лютого повідомив про щонайменше 26 загиблих, з них 11 — у місті Санта-Хуана в регіоні Біобіо. Двоє із них — це загиблі внаслідок падіння гелікоптера пожежників 3 лютого.
Близько 800 житлових будинків знищено. Чилійська компанія з виробництва паперу CMPC повідомила, що близько 10 тисяч га їхніх гектарів були знищені.
До гасіння залучено близько 5600 пожежників та волонтерів, зокрема і з інших країн.
Міністерство внутрішніх справ Чилі оголосило надзвичайний стан у трьох регіонах — Арауканія, Біобіо та Ньюбле. Президент Чилі Габріель Борич звернувся по допомогу до сусідніх країн — Бразилії, Аргентини та Уругваю.
Чилійський політик Мануель Монсальве заявив, що було затримано 17 осіб, яких підозрюють у розпалюванні вогнищ, які могли спричинити масштабні пожежі.

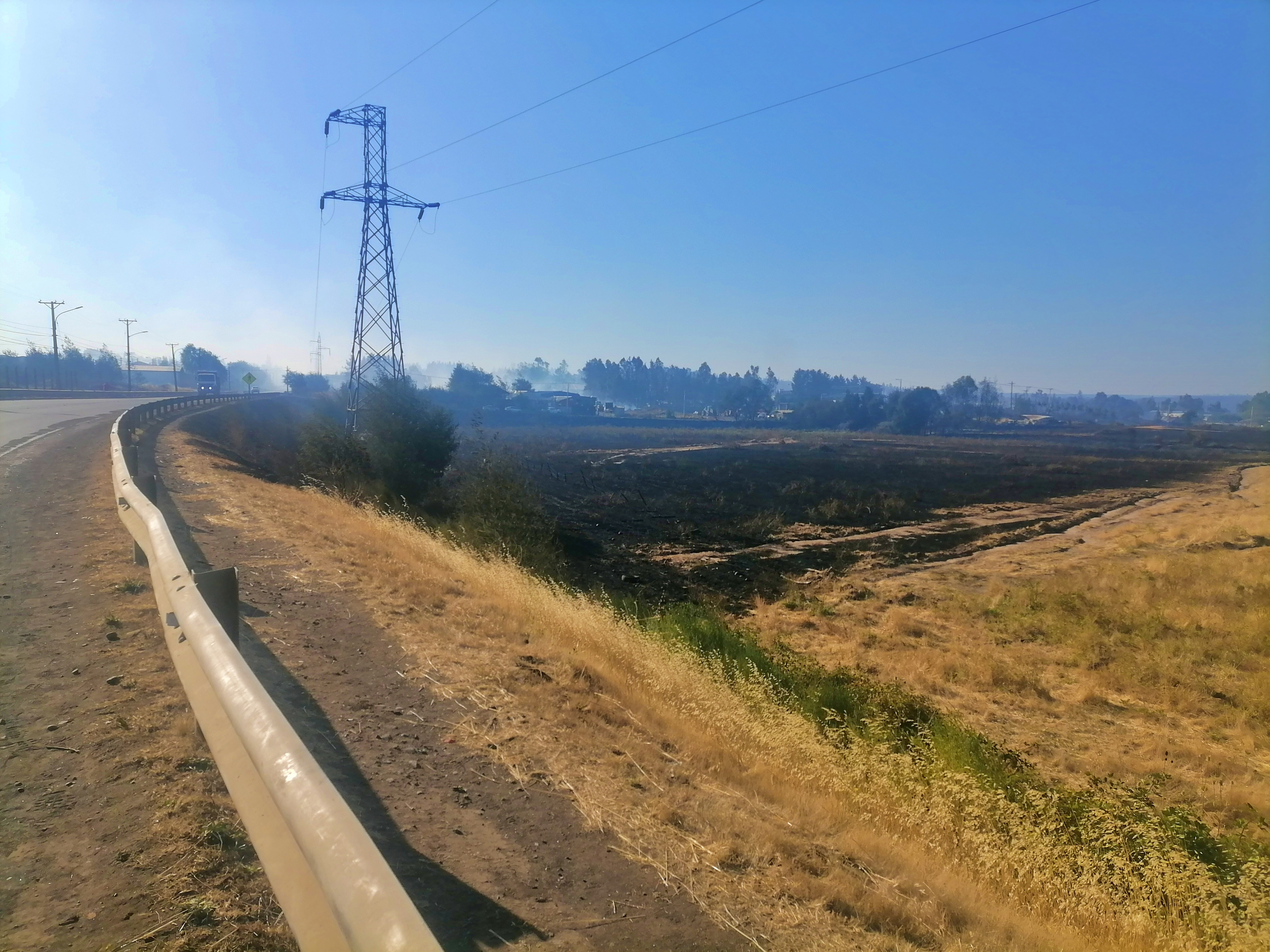
Наслідки пожеж — вигоріле поле
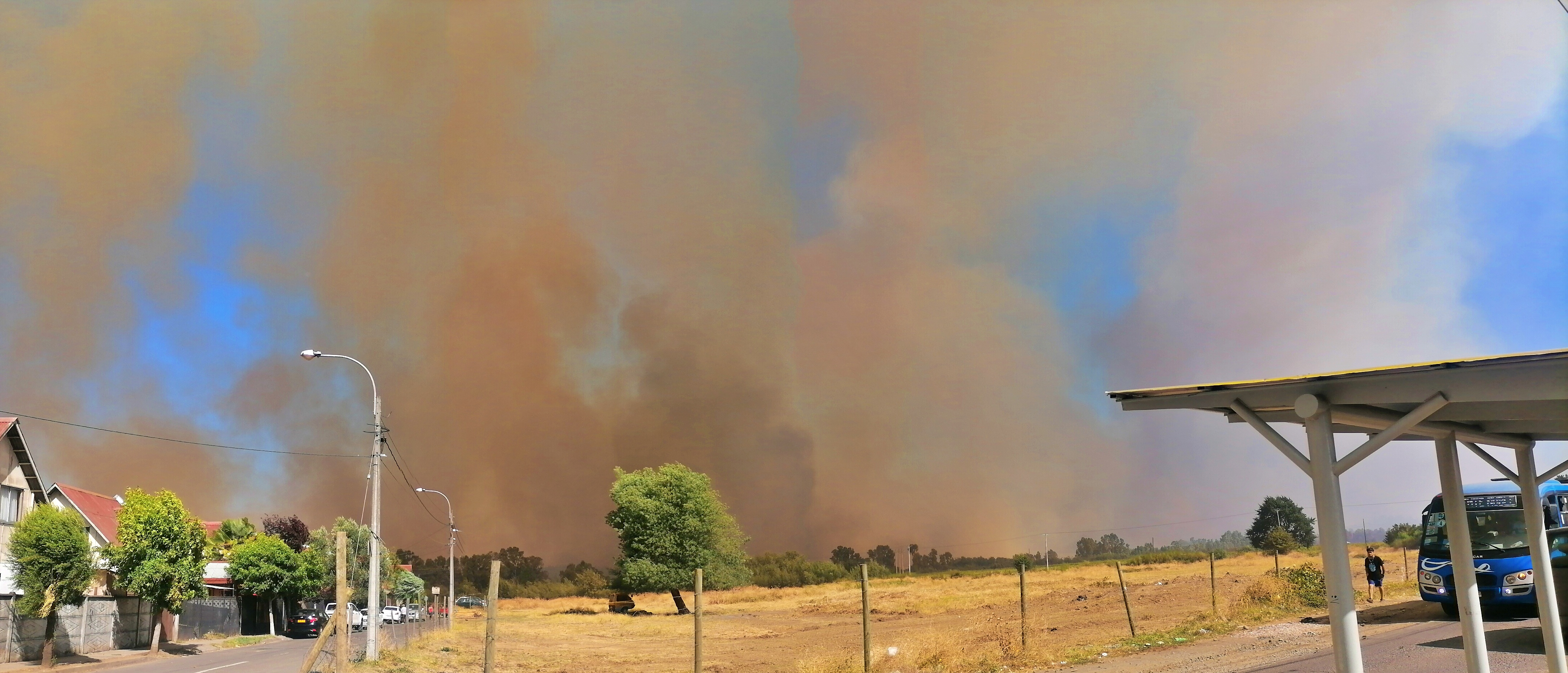
Пожежа у Чильяні
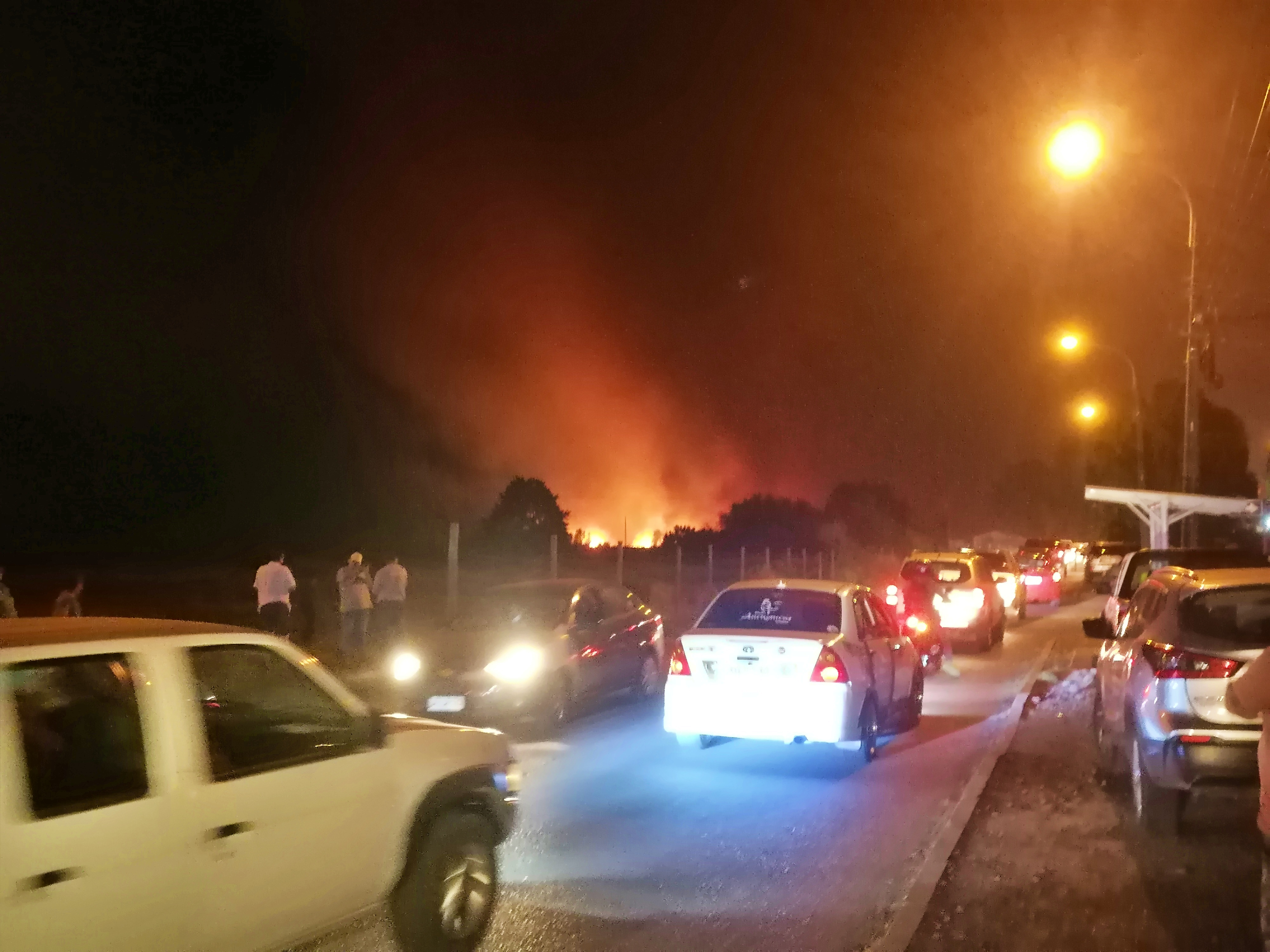
Автомобільний затор, що виник внаслідок пожеж

## Реакції

### Чилі
- Президент Габріель Борич заявив: «Захист сімей є нашим пріоритетом. Ми співпрацюємо з місцевою та національною владою, щоб боротися з лісовими пожежами в регіонах Мауле, Ньюбле, Біобіо та Арауканія»[18].
- Міністерка внутрішніх справ Кароліна Тоха оголосила, що уряд оголосив катастрофу в регіоні Біобіо, як і в сусідньому регіоні Ньюбле, про що президент Габріель Борич оголосив у четвер увечері, дозволивши розгортати солдатів і додаткові ресурси[19].
- Речниця уряду Чилі Каміла Вальєхо закликала світ не припиняти боротися із катастрофічною ситуацією, що склалася в країні[20].

### Міжнародні
- Аргентина: Президент Альберто Фернандес під час телефонної розмови з Габріелем Боричем висловив свою підтримку боротьбі з лісовими пожежами[21]. Уряд Аргентини направив 64 пожежників та гелікоптер для боротьби з лісовими пожежами[22].

- Еквадор: На своїй сторінці в «Twitter» Міністерство закордонних справ і транспорту висловило свою солідарність Чилі та, співчуваючи родичам жертв і постраждалим, запропонувало свою підтримку у боротьбі з лісовими пожежами[23].

- Гондурас: Міністр закордонних справ Гондурасу Едуардо Енріке Рейна на своїй сторінці у «Twitter» висловив свою «солідарність із Чилі у зв'язку зі смертельними випадками та матеріальними збитками, спричиненими хвилею лісових пожеж, які охопили південноамериканську країну»[24].

- Болівія: Міністерство закордонних справ Болівії виступило із заявою, в якій оплакує смерть болівійського пілота Хуліо Антоніо Паласіо Гомеса та висловлює солідарність з чилійським урядом і чилійським народом[25].
- Іспанія: Прем'єр-міністр Іспанії Педро Санчес повідомив, що країна відправить літак із контингентом для допомоги в боротьбі з лісовими пожежами в Чилі[26].
- Колумбія: Президент Густаво Петро повідомив у Twitter про відправку літака та контингенту експертів для гасіння лісових пожеж[27].
- Європейський Союз: Єврокомісія запропонувала допомогу ЄС Чилі в боротьбі з лісовими пожежами[28].
- Куба: Міністр закордонних справ Бруно Родрігес Паррілья висловив жаль з приводу людських втрат і матеріальних збитків, висловивши співчуття чилійському народу та уряду Чилі[29].
- Франція: Президент Емманюель Макрон висловив жаль з приводу ситуації, надіславши підтримку чилійському народу та героям, які борються з пожежами[30].
- Португалія: Міністр внутрішніх справ Хосе Луїс Карнейро висловив свою «солідарність» із жертвами та чилійськими рятувальниками, запропонувавши свою допомогу контингентом із 140 осіб[31].
- Парагвай: У понеділок Міністерство закордонних справ висловило свою солідарність з народом і урядом Чилі у зв'язку з загибеллю людей, травмами та збитками, спричиненими лісовими пожежами, також оголосивши, що Парагвай «співпрацюватиме в боротьбі з вогнем у центральній частині — на південь цієї братської країни»[32].

## Міжнародна допомога
- Аргентина: 40 пожежників, 15 машин, 1 гелікоптер.
- Бразилія: матеріально-технічне забезпечення пожежниками.
- Колумбія: надіслано гелікоптер та контингент рятувальників.
- Еквадор: матеріально-технічне забезпечення пожежниками.
- Іспанія: надіслано літак моделі А330 та 50 рятувальників.
- США: фінансова підтримка у розмірі 50 тисяч доларів.
- Мексика: 2 військові літаки та близько 300 добровольців-рятувальників.
- Венесуела: відправлено 50 рятувальників.

Джерело:.